# Mogielica
Mogielica je hora v Polsku; její výška se uvádí jako 1170 nebo 1171 metrů nad mořem, výškový rozdíl mezi vrcholem a úpatím činí 760 metrů. Leží na území obcí Dobra, Słopnice a Kamienica (okres Limanowa, Malopolské vojvodství) a je nejvyšším vrcholem Ostrovních Beskyd (Beskid Wyspowy). Od sousední hory Łopień ji odděluje průsmyk Rydze-Śmigłeho. Pramení zde potoky vlévající se do Kamienice, která je přítokem Dunajce.
V období valašské kolonizace zde vznikaly pastviny, z nichž největší je polana Stumorgi. Objevily se i pokusy o zemědělské využití lokality, které ztroskotaly na neúrodné půdě. Chov ovcí upadl z hospodářských důvodů koncem 20. století a louky postupně zarůstají lesem. 
Na svazích rostou bukové, jedlové a smrkové lesy, v roce 2011 zde byla vyhlášena rezervace o rozloze padesáti hektarů. Žije v ní jelen evropský, jezevec lesní, rys ostrovid, prase divoké, plch velký, tetřev hlušec, puštík bělavý, orel křiklavý, kuňka žlutobřichá a další druhy.
Na severní straně se nachází skála zvaná Zbojnický stůl, k níž se vztahuje legenda o pokladu, který zde ukryl vůdce lupičské bandy Józef Baczyński († 1736). 
Mogielica byla zařazena na seznam Koruna hor Polska, je oblíbeným cílem pěší i lyžařské turistiky. Původně zde stála dřevěná triangulační věž, která se rozpadla v roce 1980. V roce 2008 byla na vrcholu vybudována 22 metrů vysoká rozhledna, z níž je možno zahlédnout Gorce, Vysoké Tatry, Pieniny i Malou Fatru.

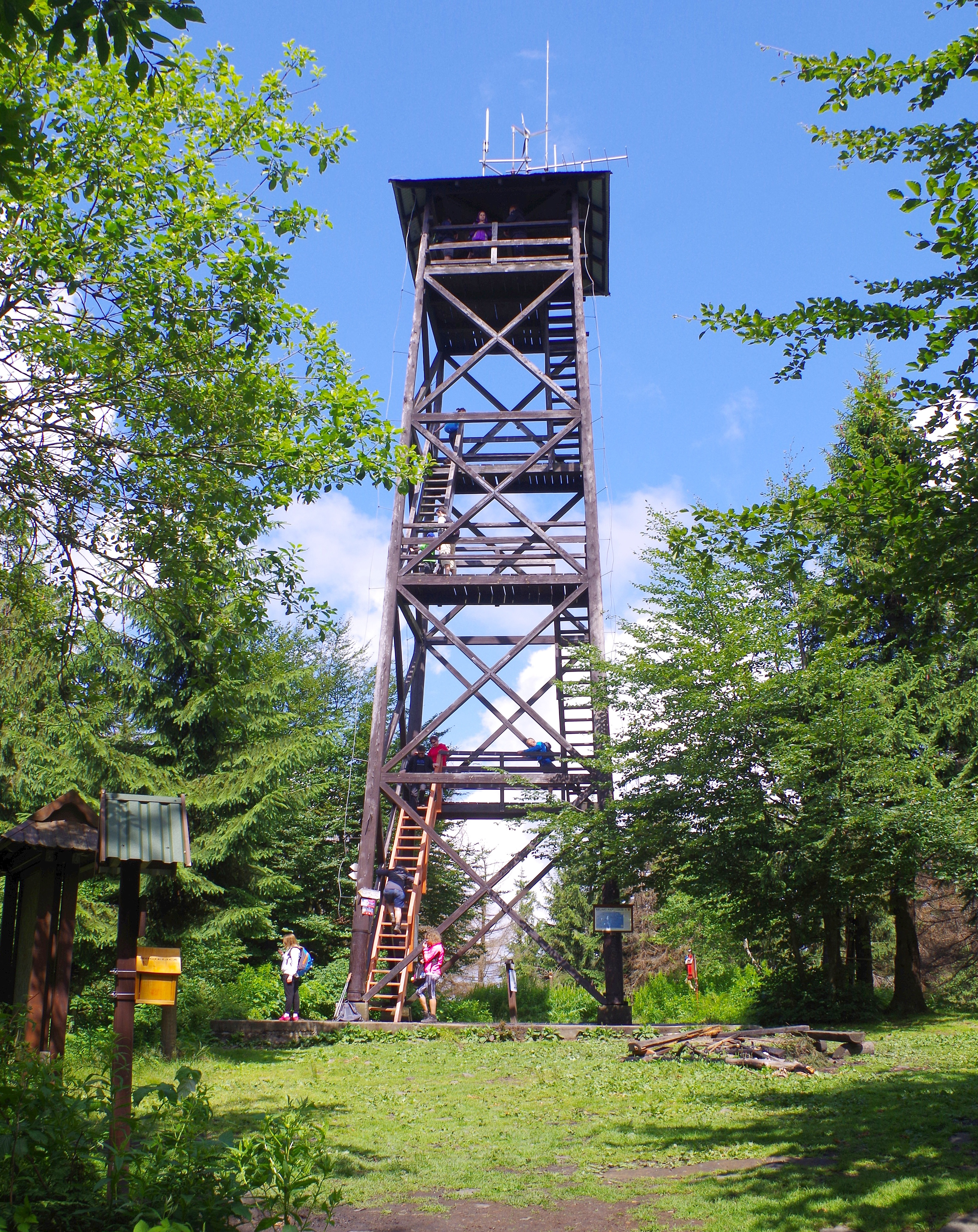
Rozhledna na vrcholu